# The Doors Box Set
The Doors Box Set (с англ. — «Дорз, комплект дисков в коробке») — сборник хитов американской группы The Doors, выпущенный в октябре 1997 года.

## Об альбоме
Комплект состоит из концертных и демонстрационных записей, а также лучших песен, выбранных участниками группы (75 % процентов материала — ранее не издававшиеся записи). Авторство песен — Дорз, если не указано другое.

## Список композиций
Диск 1. Without a Safety Net (с англ. — «Без подстраховки»)
1. «Five to One» (с англ. — «Пять к одному») — 7:29; концерт в зрительном зале Dinner Key, Майями, 1969
2. «Queen of the Highway» (с англ. — «Королева шоссе») — 3:32; альтернативная версия, записанная на Elektra Studios, 1969
3. «Hyacinth House» (с англ. — «Гиацинтовый дом») — 2:40; демозапись, сделанная на домашней студии Робби Кригера, 1969
4. «My Eyes Have Seen You» (с англ. — «Мои глаза тебя увидели») — 2:01; демозапись, сделанная на World Pacific Studios, 2 сентября 1965 года
5. «Who Scared You» (с англ. — «Кто тебя напугал?») — 3:16; записано на Elektra Studios, 1969
6. «Black Train Song» (с англ. — «Песня чёрного поезда») — 12:22; концерт в Spectrum, Филадельфия, 1970
7. «End of the Night» (с англ. — «Конец ночи») — 2:59; демозапись, сделанная на World Pacific Studios, 2 сентября 1965 года
8. «Whiskey, Mystics and Men» (с англ. — «Виски, мистика и люди») — 2:19; записано на Elektra Studios, 1970
9. «I Will Never Be Untrue» (с англ. — «Я никогда не буду неправ») — 3:56; концерт в Aquarius Theatre, Голливуд, 1969
10. «Moonlight Drive (Demo)» (с англ. — «Гонка при лунном свете») — 2:31; демозапись, сделанная на World Pacific Studios, 2 сентября 1965 года
11. «Moonlight Drive (Sunset Sound)» (с англ. — «Гонка при лунном свете») — 2:40; запись сделана на Sunset Sound Studios, 1965
12. «Rock is Dead» (с англ. — «Рок умер») — 16:39; записано на Elektra Studios, 1969
13. «Albinoni’s Adagio in G Minor» (с англ. — «Адажио Альбиони в соль-миноре») (Томмазо Альбиони) — 4:40; записано на TTG Studios, Голливуд, 1968

Диск 2. Live in New York (с англ. — «Концерт в Нью-Йорке») записано в Madison Square Garden, Нью-Йорк, 1970
1. «Roadhouse Blues» (с англ. — «Блюз придорожного трактира») — 4:19
2. «Ship of Fools» (с англ. — «Корабль дураков») — 5:20
3. «Peace Frog» (с англ. — «Лягушка мира») — 3:15;
4. «Blue Sunday» (с англ. — «Грустное воскресенье») — 2:27
5. «The Celebration of the Lizard» (с англ. — «Восхваление ящера») — 17:18
6. «Gloria» (с англ. — «Глория») (Ван Моррисон) — 7:14
7. «Crawling King Snake» (с англ. — «Ползучий царь-змей») (Джон Ли Хукер) — 6:12
8. «Money» (с англ. — «Деньги») (Джон Ли Хукер) — 2:49
9. «Poontang Blues / Build Me A Woman / Sunday Trucker» (англ. «Чёрный блюз / Сооруди мне женщину / Воскресный торговец») — 3:35
10. «The End» (с англ. — «Конец») — 18:01

Диск 3. The Future ain’t What It Used to Be (с англ. — «Будущее — не то, что было раньше»)
1. «Hello to the Cities» (с англ. — «Приветствие городам») — 0:56; концерт на шоу Эда Салливана, 1967 и в Cobo Hall, Детройт, 1970
2. «Break on Through (To the Other Side)» (с англ. — «Прорывайся (на другую сторону)») — 4:32; концерт на фестивале острова Уайт, Англия, 1970
3. «Rock me» (с англ. — «Ошарашь меня») (Muddy Waters) — 6:36; концерт в PNE Coliseum, Ванкувер, 1970
4. «Money» (с англ. — «Деньги») (Джон Ли Хукер) — 2:59; концерт в PNE Coliseum, Ванкувер, 1970
5. «Someday Soon» (с англ. — «Когда-нибудь скоро») — 3:41; концерт в Seattle Center, Сиэтл, 1970
6. «Go Insane» (с англ. — «Сойди с ума») — 2:30; демозапись, сделанная на World Pacific Studios, 2 сентября 1965 года
7. «Mental Floss» (с англ. — «Свихнувшийся пух») — 3:38; концерт в Aquarius Theatre, Голливуд, 1969
8. «Summer’s Almost Gone» (с англ. — «Лето почти миновало») — 2:17; демозапись, сделанная на World Pacific Studios, 2 сентября 1965 года
9. «Adolph Hitler» (с англ. — «Адольф Гитлер») — 0:12; концерт в Boston Gardens, Бостон, 10 апреля 1970
10. «Hello, I Love You» (с англ. — «Привет, я люблю тебя») — 2:28; демозапись, сделанная на World Pacific Studios, 2 сентября 1965 года
11. «The Crystal Ship» (с англ. — «Хрустальный корабль») — 2:55; концерт в Matrix, Сан-Франциско, 1967
12. «I Can’t See Your Face in My Mind» (с англ. — «Мысленно я не могу представить твоё лицо») — 3:16; концерт в Matrix, Сан-Франциско, 1967
13. «The Soft Parade» (с англ. — «Тихий парад») — 10:03; концерт на PBS Television, Нью-Йорк, 1969
14. «Tightrope Ride» (с англ. — «Хождение по канату») (Манзарек, Кригер) — 4:17; записано на Doors Workshop, 1971
15. «Orange Country Suite» (с англ. — «Свита Оранжевой страны») — 5:27; записано на Elektra Studios, 1970

Диск 4. Band Favorites (с англ. — «Избранное группой»). Выбрано Робби Кригером, Реем Манзареком и Джоном Денсмором

Робби Кригер:
1. «Light My Fire» (с англ. — «Зажги мой огонь») (Кригер, Моррисон) — 7:05
2. «Peace Frog» (с англ. — «Лягушка мира») — 2:57
3. «Wishful Sinful» (с англ. — «Полная желаний, полная греха») (Кригер) — 2:55
4. «Take It as It Comes» (с англ. — «Воспринимай всё так, как есть») — 2:14
5. «L.A. Woman» (с англ. — «Женщина из Лос-Анджелеса») — 7:49
Рей Манзарек:
6. «I Can’t See Your Face in My Mind» (с англ. — «Мысленно я не могу представить твоё лицо») — 3:22
7. «Land Ho!» (с англ. — «Эй там, на берегу!») — 4:06
8. «Yes, the River Knows» (с англ. — «Да, река знает всё») (Кригер) — 2:34
9. «Shaman’s Blues» (с англ. — «Шаманский блюз») — 4:47
10. «You’re Lost Little Girl» (с англ. — «Ты заблудилась, малютка») (Кригер) — 2:59
Джон Денсмор:
11. «Love me Two Times» (с англ. — «Люби меня дважды») (Кригер) — 3:15
12. «When the Music’s Over» (с англ. — «Когда музыка смолкнет») — 10:56
13. «The Unknown Soldier» (с англ. — «Неизвестный солдат») — 3:21
14. «Wild Child» (с англ. — «Дикое дитя») — 2:35
15. «Riders on the Storm» (с англ. — «Оседлавшие бурю») — 7:09

## Участники записи
- Джим Моррисон — вокал.
- Рэй Манзарек — клавишные.
- Робби Кригер — гитара.
- Джон Денсмор — ударные.